# 934 км (зупинний пункт)
934 км — пасажирська зупинна залізнична платформа Лиманської дирекції Донецької залізниці.
Розташована поблизу с. Квітневе та Мирне, Лозівський район, Харківської області на лінії Слов'янськ — Лозова між станціями Близнюки (12 км) та Лозова (5 км).
Станом на початок 2016 р. через платформу слідують приміські електропоїзди, деякі з них не зупиняються.
Є передатним. На захід від платформи пролягає межа Донецької (зупинка належить вже до Донецької залізниці) та Придніпровської залізниць.